# Monaster św. Onufrego w Jabłecznej

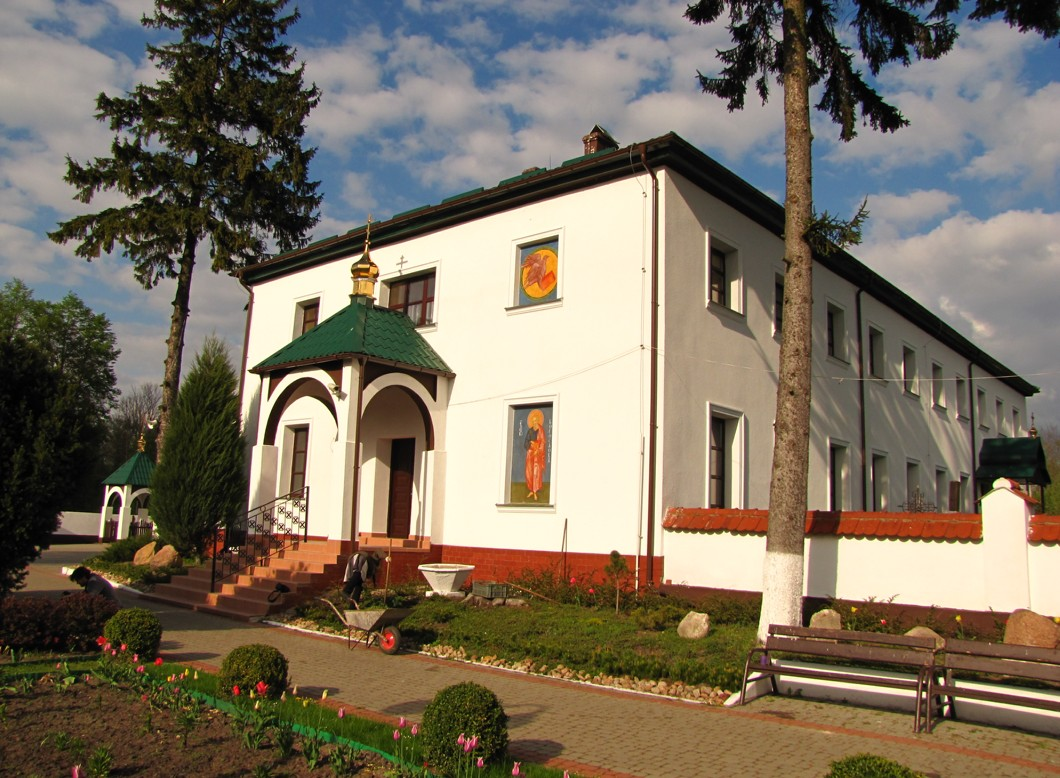
Budynek mieszkalny i fragment ogrodu

Monaster św. Onufrego – stauropigialny męski klasztor prawosławny w Jabłecznej, w jurysdykcji Polskiego Autokefalicznego Kościoła Prawosławnego.
Klasztor powstał najpóźniej w końcu XV w. Według legendy o jego założeniu przesądziło cudowne pojawienie się ikony św. Onufrego nad Bugiem. Dzięki nadaniom ziemskim kolejnych właścicieli Jabłecznej monaster stał się znaczącym ośrodkiem kultu prawosławnego na Chełmszczyźnie. Po zawarciu unii brzeskiej zakonnicy z Jabłecznej odmówili przyjęcia jej postanowień i mimo wywieranych na nich nacisków zachowali wyznanie prawosławne, pozostając do upadku I Rzeczypospolitej ważnym ośrodkiem dyzunitów. Sytuacja monasteru uległa całkowitej zmianie po trzech rozbiorach Polski, a następnie powstaniu Królestwa Kongresowego w unii personalnej z Rosją. Odtąd klasztor był wspierany finansowo przez władze rosyjskie i na ich polecenie zaangażował się w akcję propagowania prawosławia oraz rusyfikacji Chełmszczyzny, zwłaszcza po administracyjnej likwidacji unickiej diecezji chełmskiej w 1875. Był to jeden z powodów, dla których mnisi podjęli działalność społeczną i edukacyjną. Niski poziom wykształcenia zakonników, ich niedostateczna liczba oraz fakt, iż w większości nie byli oni narodowości rosyjskiej sprawił jednak, iż klasztor nie spełnił wyznaczonych mu zadań w zakresie propagowania rosyjskości i prawosławia wśród ludności Chełmszczyzny.
Mimo ograniczeń nakładanych przez władze niepodległej Polski z powodu roli klasztoru w czasie zaborów, monaster funkcjonował przez całe dwudziestolecie międzywojenne. Podczas II wojny światowej został w 1942 spalony przez niemiecki oddział straży granicznej. Formalnie nie przerwał jednak funkcjonowania i pozostawał czynny przez cały okres PRL, mimo trudnej sytuacji materialnej (na polecenie władz stalinowskich stracił całość majątku poza zabudowaniami mieszkalnymi i cerkwiami), jako jedyny męski klasztor Polskiego Autokefalicznego Kościoła Prawosławnego.
Od 1999 posiada status monasteru stauropigialnego i podlega bezpośrednio metropolicie warszawskiemu i całej Polski, który zarządza wspólnotą przez swojego namiestnika. Przy monasterze działa też parafia, której proboszczem jest namiestnik klasztoru.
Od 26 stycznia 2023 uznany za pomnik historii.

## Historia

### Początki
Według legendy pierwsza wspólnota monastyczna w Jabłecznej powstała, gdy rzeką Bug do miejscowości przypłynęła ikona św. Onufrego. Z tego też powodu został on patronem monasteru. Według innej legendy święty Onufry ukazał się grupie rybaków nad Bugiem, zapowiadając, iż w tym miejscu będzie sławione jego imię. Następnie w to samo miejsce przypłynął wizerunek pustelnika, zaś mieszkańcy wyłowili go i powiesili na drzewie, po czym zaczęli wznosić modły do świętego. Nie chcąc pozostawić cudownej ikony bez opieki w odludnym miejscu, grupa mężczyzn pozostała przy dębie na stałe. Później wznieśli oni przy nim kapliczkę, sami zaś złożyli śluby mnisze. Faktycznie kult św. Onufrego znacznie się rozwinął na zachodzie Wielkiego Księstwa Litewskiego w II połowie XV w.
W starszej literaturze przedmiotu (opracowania z przełomu XIX i XX wieku) pojawiają się poglądy sytuujące moment powstania monasteru w XVI stuleciu (według różnych autorów na jego początku lub bliżej końca). Zdaniem ks. Serafima Żeleźniakowicza, autora najobszerniejszej monografii poświęconej klasztorowi, pogląd ten nie utrzymuje się w świetle nowszych badań. W 1522 klasztor w Jabłecznej jest już bowiem wymieniony w dokumencie wydanym przez Zygmunta I Starego. W innym dokumencie z 1527 monaster opisany jest jako wspólnota istniejąca już od dłuższego czasu. Za jej dłuższym istnieniem świadczy również fakt, iż w klasztorze żył wielki schimnik Cyryl, który złożył śluby wielkiej schimy w 1516. Śluby tego stopnia mogły być złożone jedynie we wspólnocie o dłuższej tradycji.
Część autorów działających na przełomie XIX i XX wieku sytuowała moment powstania klasztoru w jeszcze odleglejszej przeszłości, wskazując na połowę XIII w. (ks. F. Gorbaczowski). Również i ten pogląd ks. Żeleźniakowicz oznacza za niedostatecznie udokumentowany. Natomiast Antoni Mironowicz uważa powstanie monasteru w tym okresie za możliwe. Z pewnością klasztor funkcjonował już przed 1498, z tego bowiem roku pochodzi najstarszy przechowywany w monasterze ewangeliarz, który mógł zostać wręczony mnichom w momencie fundacji wspólnoty, mógł jednak również zostać przekazany do klasztoru już istniejącego. W 1527 mieszczanie z Brześcia przekazali mnichom rękopis z zapisem jego reguły, powstałej prawdopodobnie w 1487. Prawdopodobnym fundatorem monasteru był ród Zabrzezińskich (Zaberezinskich), właściciele wsi Jabłeczna. Ustalenie tego faktu ponad wszelką wątpliwość nie jest jednak możliwe z powodu zaginięcia w XVIII w. stosownych dokumentów. Inny dokument, wydany w 1499 akt nadania wsi Jabłeczna Mikołajowi Nassucie wskazuje, iż monaster funkcjonował na terenie wsi, był jednak traktowany jako odrębna enklawa.

### Wzrost znaczenia klasztoru jako ośrodka kultu
Z 1527 pochodzi dokument potwierdzający, iż w święcie patronalnym monasteru uczestniczyli pielgrzymi z Beresteczka. Całe XVI stulecie było okresem stopniowego wzrostu autorytetu klasztoru. Do momentu zawarcia unii brzeskiej pozostawał jednak ośrodkiem kultu o znaczeniu jedynie regionalnym. Dokument z 1527 wskazuje, iż przełożonym klasztoru był ihumen Cyryl, poza nim w monasterze przebywało co najmniej dwóch mnichów.
Kolejni właściciele Jabłecznej – Zabrzezińscy, Nassutowie, Bohowitynowiczowe, Boguszowie, Prońscy, Leszczyńscy, Sapiehowie, Kodeńscy – wspierali monaster materialnie. Drogą otrzymywanych nadań klasztor uzyskał 1400 ha ziemi uprawnej, lasów i łąk na obydwu brzegach Bugu. Szczególnymi dobroczyńcami monasteru były Teodora Andriejewna Bohowitynowicz z d. Sanguszko oraz jej córka Teodora Bohowitynowicz, po mężu Prońska, która pozostawała protektorką wspólnoty nawet po przejściu jej męża na katolicyzm.

### Od zawarcia unii brzeskiej do upadku I Rzeczypospolitej

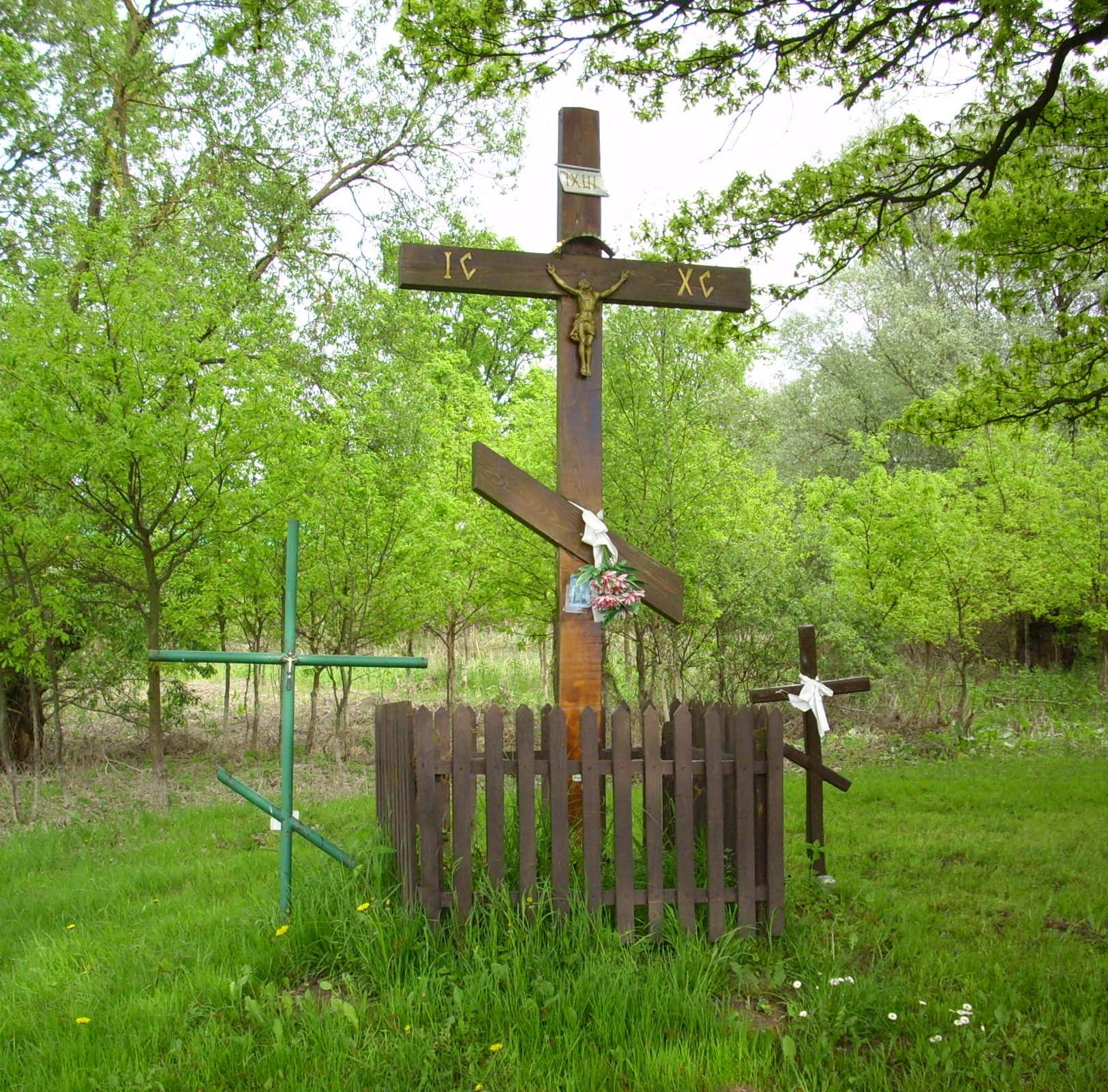
Krzyże przy klasztorze

Mnisi z klasztoru w Jabłecznej nie przyjęli postanowień unii brzeskiej, klasztor stał się ośrodkiem oporu prawosławnych przeciwko jej wprowadzeniu. Do wspólnoty dołączali mnisi przeciwni unii z tych monasterów, które zdecydowały się ją zaakceptować. Do monasteru przeniósł się prawosławny biskup chełmski Paisjusz (Czerkawski), który przebywał w nim, pełniąc równocześnie funkcję przełożonego, do swojej śmierci w 1633. Po śmierci Paisjusza klasztor przez kilka lat pozostawał bez zwierzchnika. W celu zmiany tej sytuacji właściciel dóbr jabłeczyńskich, Władysław Leszczyński, zwrócił się do przełożonego monasteru w Mielcach, archimandryty Józefa, z prośbą o skierowanie do Jabłecznej mnicha zdolnego do pokierowania wspólnotą. Miało to miejsce nie później niż na początku lat 40. XVII w.; do Jabłecznej przybył wówczas hieromnich Makary (Korniłowicz). Przeprowadził on odnowę moralną we wspólnocie oraz generalny remont należących do niej zabudowań. W XVII w. kompleks klasztorny składał się z cerkwi św. Onufrego z kaplicą Spotkania Pańskiego, refektarza z cerkwią Zaśnięcia Matki Bożej, dzwonnicy (wzniesionej w 1651), domu przełożonego, budynku z celami mnichów oraz obiektów gospodarczych. Remont monasteru zakończył się ok. 1659. W tym też roku metropolita kijowski Dionizy Bałaban pisemnie wyraził uznanie wobec działalności Makarego, który posiadał już wtedy godność ihumena. Duchowny zmarł w 1677, ciesząc się ogromnym autorytetem wśród mnichów.
W 1670 monaster w Jabłecznej stał się ostatnią prawosławną placówką duszpasterską w regionie. Gdy postanowienia unii przyjął monaster św. Mikołaja w Mielcach, którego filią była wspólnota jabłeczyńska, dzięki pomocy właściciela Jabłecznej Andrzeja Leszczyńskiego mnisi przeszli w bezpośrednią jurysdykcję prawosławnych biskupów łuckich. Z kolei po przystąpieniu diecezji łuckiej do Kościoła unickiego zwierzchnikiem monasteru stała się prawosławna metropolia kijowska. Prestiż klasztoru wśród ludności prawosławnej rósł w miarę zmniejszania się liczby klasztorów tego wyznania w Rzeczypospolitej. Od 1 marca 1681 działalność duszpasterska mnichów była jeszcze bardziej ograniczona: tę datę nosił dekret króla Jana III Sobieskiego skierowano do wspólnot „nieunickich”, w którym prawosławnym duchownym zabroniono służby we wsiach, w których znajdowały się świątynie unickie. W okresie tym znaczna część parafian placówki duszpasterskiej w Jabłecznej pochodziła ze wsi, w których dawne cerkwie prawosławne znalazły się w rękach unitów, a którzy nie chcieli przejść na katolicyzm.
Położenie monasteru radykalnie zmieniło się w 1699, gdy dobra jabłeczyńskie zakupił Karol Stanisław Radziwiłł, wyznawca katolicyzmu (w odróżnieniu od poprzednich właścicieli wsi). Radziwiłłowie wywierali silny nacisk na monaster, by przystąpił do Kościoła unickiego, zaś korzystając z prawa patronatu zmusili do konwersji duchownych z miejscowej parafii. W celu obrony swojej pozycji, klasztor w 1701 podporządkował się, jako filia, monasterowi Świętego Ducha w Wilnie. W 1724 monasterowi odebrano cztery parafialne cerkwie filialne. W 1752 Hieronim Florian Radziwiłł ufundował cerkiew unicką we wsi Jabłeczna. Parafia unicka przejęła znaczną część majątku klasztornego oraz przyczyniła się do przejścia na unię miejscowej ludności. Trzy lata później miał miejsce zbrojny napad na monaster, w którym wzięli udział również bazylianie z klasztoru w Białej Podlaskiej. W czasie napaści monaster został splądrowany, skradziono również przechowywane w nim dokumenty, w tym potwierdzające własność ziemską. Mimo to wspólnota jabłeczyńska pozostała przy prawosławiu. Od 1767 klasztor otrzymywał regularne wsparcie finansowe od metropolii kijowskiej. Mimo tego jego sytuacja materialna w 1770 była bardzo zła, co nie pozostawało bez związku ze złym zarządzaniem go przez ihumena Mojżesza, który w wymienionym roku zbiegł z klasztoru.
Opis monasteru z 1775 wskazuje, iż znajdowała się w nim drewniana trójkopułowa świątynia o długości 36 łokci (21 metrów), szerokości 27,5 łokcia (16 metrów) oraz wysokości 53 łokci (31,5 m). Odrębnymi budynkami była dzwonnica oraz refektarz z cerkwią oraz piekarnią i kuchnią. Od północnego wschodu znajdował się dom przełożonego. Siedem cel mnichów zlokalizowano w dwóch budynkach od strony południowej, jedna znajdowała się w budynku dzwonnicy. Zakonnicy posiadali ponadto spichlerz, dwa magazyny żywności, dwie stajnie i łaźnię. Budynki te były w złym stanie technicznym i wymagały remontu. Opisując mienie ruchome klasztoru, wymieniono 25 kompletów szat kapłańskich w zakrystii oraz sześć ewangeliarzy, 16 podświeczników i dwa panikadiła. Monaster dysponował biblioteką, zaś na dzwonnicy znajdowało się pięć dzwonów. Opisując monaster w 1785, biskup perejasławski Wiktor (Sadkowski) twierdził, iż na miejscu zastał nie zabudowania klasztorne, a właściwie same ruiny. W 1793 wspólnota żyła w skrajnym ubóstwie, zaś pieniądze na niezbędne remonty budynków uzyskiwała drogą kolekt w innych klasztorach.

### Okres zaborów

#### 1795–1875
Na mocy postanowień III rozbioru Polski ziemia chełmska znalazła się w granicach austriackich, co oznaczało przejście monasteru w Jabłecznej w jurysdykcję metropolii bukowińskiej. Jednak z powodu oddalenia siedziby metropolitów od Jabłecznej w dalszym ciągu pozostawał on pod faktyczną opieką duchową biskupów mińskich. Natomiast po utworzeniu Królestwa Kongresowego, pozostającego w unii personalnej z Imperium Rosyjskim, struktury prawosławne na terytorium Kongresówki, w tym monaster włączono do eparchii mińskiej. Z poglądem o formalnym rozszerzeniu jurysdykcji biskupów mińskich w 1815 na wspólnotę jabłeczyńską nie zgodził się ks. Żeleźniakowicz, którego zdaniem monaster znalazł się pod ich kontrolą dopiero w 1825, wcześniej zaś nie istniały w tym zakresie jednoznaczne rozporządzenia. W 1840 powołana została niezależna eparchia warszawska i nowogieorgijewska, obejmująca teren Królestwa, i to w jej jurysdykcji znalazł się monaster. W 1816 klasztor zamieszkiwało trzech mnichów. Ich głównym źródłem utrzymania była uprawa ziemi. Sytuacja materialna monasteru w latach 20. XIX w. była na tyle trudna, że w 1828 przyznano mu zapomogę w wysokości 2000 zł z funduszu na duchowieństwo Grecko-Rosyjskie. Przez cały okres lat 20. i 30. XIX w. monaster procesował się o zarząd należących do niego ziem z hrabią Michałem Grabowskim, który otrzymał część gruntów w dzierżawę jeszcze w 1787, następnie zaś odmówił ich zwrotu po wygaśnięciu umów. W tym czasie był to już jedyny prawosławny klasztor w regionie Chełmszczyzny i Podlasia; pełnił równocześnie funkcję domu dla emerytowanych duchownych. W 1832, w związku z ubóstwem monasteru, ks. Teofil Nowicki, pełniący funkcję dziekana cerkwi i klasztorów w Królestwie Polskim, uzyskał dlań zwolnienie z części podatków, a w 1833 także kolejną zapomogę w wysokości 300 rubli. W wymienionym roku klasztor zamieszkiwało pięciu mnichów, posłusznik oraz kapłan-wdowiec bez ślubów mniszych.
Według opisu z 1835 monaster dysponował 45 dziesięcinami ziemi na lewym brzegu Bugu oraz 46 dziesięcinami łąk zalewowych na brzegu prawym. Ubóstwo monasteru nie obniżało jego autorytetu wśród wiernych, nadal bardzo znacznego. W 1836 wspólnotę jabłeczyńską tworzyło 5 mnichów.

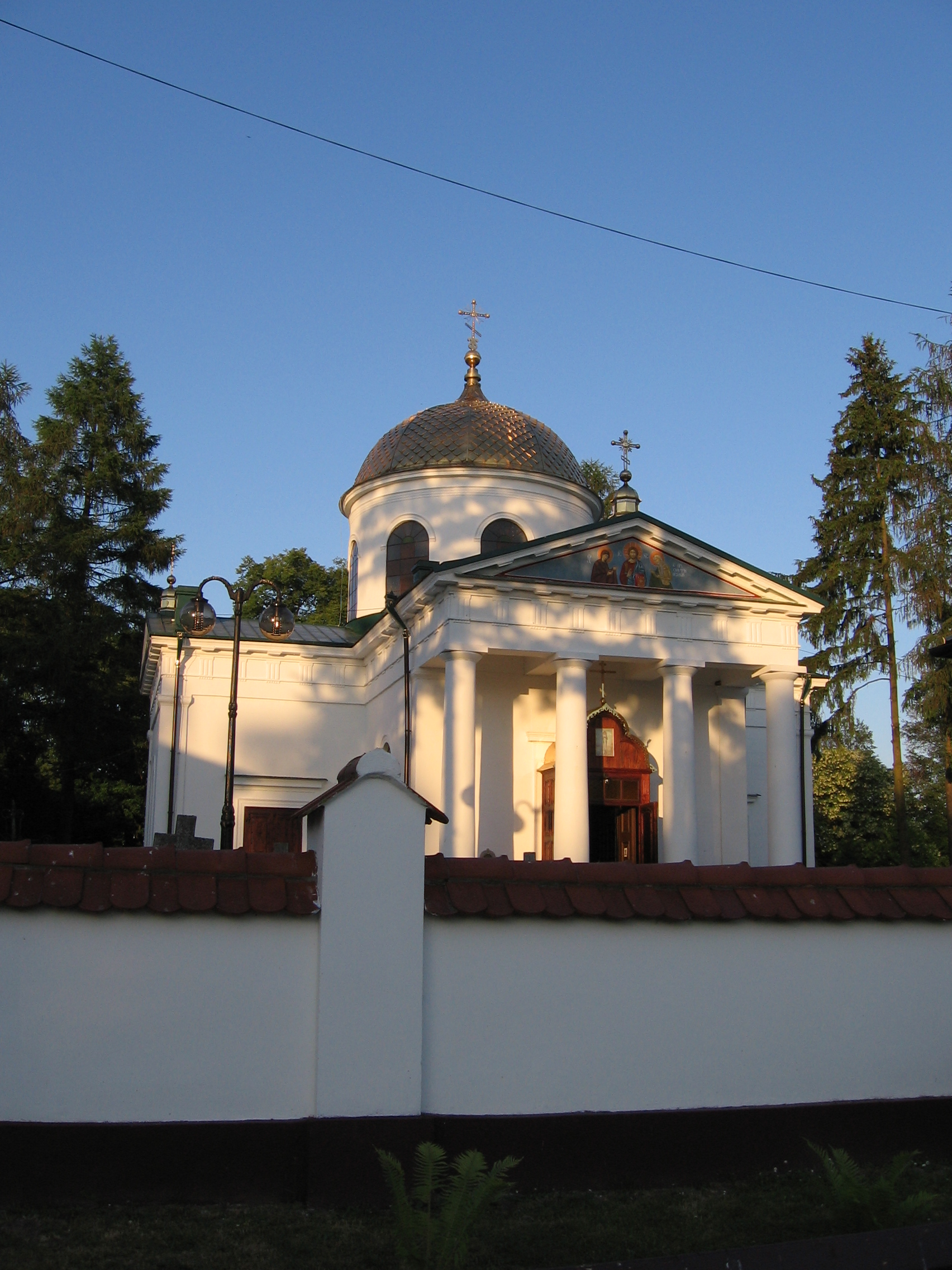
Klasycystyczna cerkiew św. Onufrego w kompleksie klasztornym powstała w latach 1838–1840

W związku z bardzo złym stanem technicznym obiektów klasztornych w 1838 rozpoczęto prace nad wzniesieniem nowego budynku mieszkalnego dla mnichów, cerkwi św. Onufrego, dzwonnicy oraz muru otaczającego całość kompleksu. Zdaniem Grzegorza Kuprianowicza ich inicjatorem był biskup warszawski Antoni (Rafalski). Według ks. Żeleźniakowicza inicjatorem remontu był biskup wołyński Innocenty, który apelował o jego przeprowadzenie od czasu swojej wizyty w Jabłecznej w 1833, zaś biskup Antoni jedynie doprowadził do końca jego starania. 19 maja 1838 położono kamień węgielny pod budowę cerkwi św. Onufrego, jej poświęcenie miało miejsce 6 grudnia 1840. Koszt jej budowy, razem z kosztem wzniesienia budynku mieszkalnego, wyniósł 29 585 rubli. W okresie zarządzania monasterem przez archimandrytę Joannicjusza (Mosakowskiego), tj. od 1832 do 1854, otwarto w 1838 dwuklasową szkołę otwartą dla wszystkich niezależnie od wyznania oraz zreorganizowano gospodarstwo rolne.
W 1857 naukę w szkole klasztornej pobierało 24 uczniów. W 1843 wspólnotę w Jabłecznej tworzyło 5 mnichów i 4 posłuszników, rok później – 6 mnichów i 1 posłusznik, w 1845 – 5 mnichów i 3 posłuszników. W połowie stulecia w klasztorze żyło 5 mnichów, 5 posłuszników, dwóch diakonów-wdowców i jeden kapłan-wdowiec.
W raporcie arcybiskupa warszawskiego dla Świątobliwego Synodu Rządzącego monaster w Jabłecznej został opisany jako ośrodek o wysokim poziomie duchowym. W 1859 monaster, dotąd funkcjonujący jako nieetatowy, został wpisany do rejestru klasztorów II klasy, otrzymujących wyższą dotację rządową; równocześnie nałożono nań obowiązek utrzymywania wspólnoty na poziomie 16 mnichów, wliczając przełożonego. Obowiązek ten nie był w praktyce respektowany. W raporcie z 1861 wskazano, iż w klasztorze żyje jedynie sześciu mnichów i siedmiu posłuszników, zaś na pozostałe miejsca brakuje powołań. Podkreślano przy tym wzorowe funkcjonowanie monasteru. Do 1859 monaster otrzymywał 300 rubli dotacji na utrzymanie mnichów oraz 1200 rubli na prowadzenie szkoły, od 1859 suma ta wzrosła do 3720 rubli łącznie. Podniesiona dotacja rządowa sprawiła, iż już w 1863 klasztor posiadał ulokowane w banku oszczędności w wysokości 5050 rubli i mógł utrzymywać się z procentów.
W 1862 w monasterze zorganizowano także szkołę ikonopisania, jednak okres jej funkcjonowania nie jest ustalony. Wykładowcą ikonografii był hieromnich Palladiusz, zaś w pierwszym roku działania szkoły naukę pobierało w niej 13 uczniów szkoły ogólnej prowadzonej przez monaster. W ocenie ks. Żeleźniakowicza kursy ikonopisania nie przetrwały długo, gdyż od 1868 brakuje o nich jakichkolwiek wzmianek w dokumentach.
W czasie powstania styczniowego do monasteru wkroczył polski oddział powstańczy, poszukujący w nim pieniędzy. Powstańcy zakłócili przebieg wieczornego nabożeństwa i zniszczyli część wyposażenia cerkwi św. Onufrego. Za sprawą interwencji miejscowego kapłana katolickiego oddział oddalił się jednak, nie wyrządzając większych strat w klasztorze.
W 1863 klasztor zamieszkiwało 10 mnichów i 8 posłuszników. W prowadzonej przez nich szkole uczyło się 38 osób, z czego 14 wyznania katolickiego.

#### 1875–1915

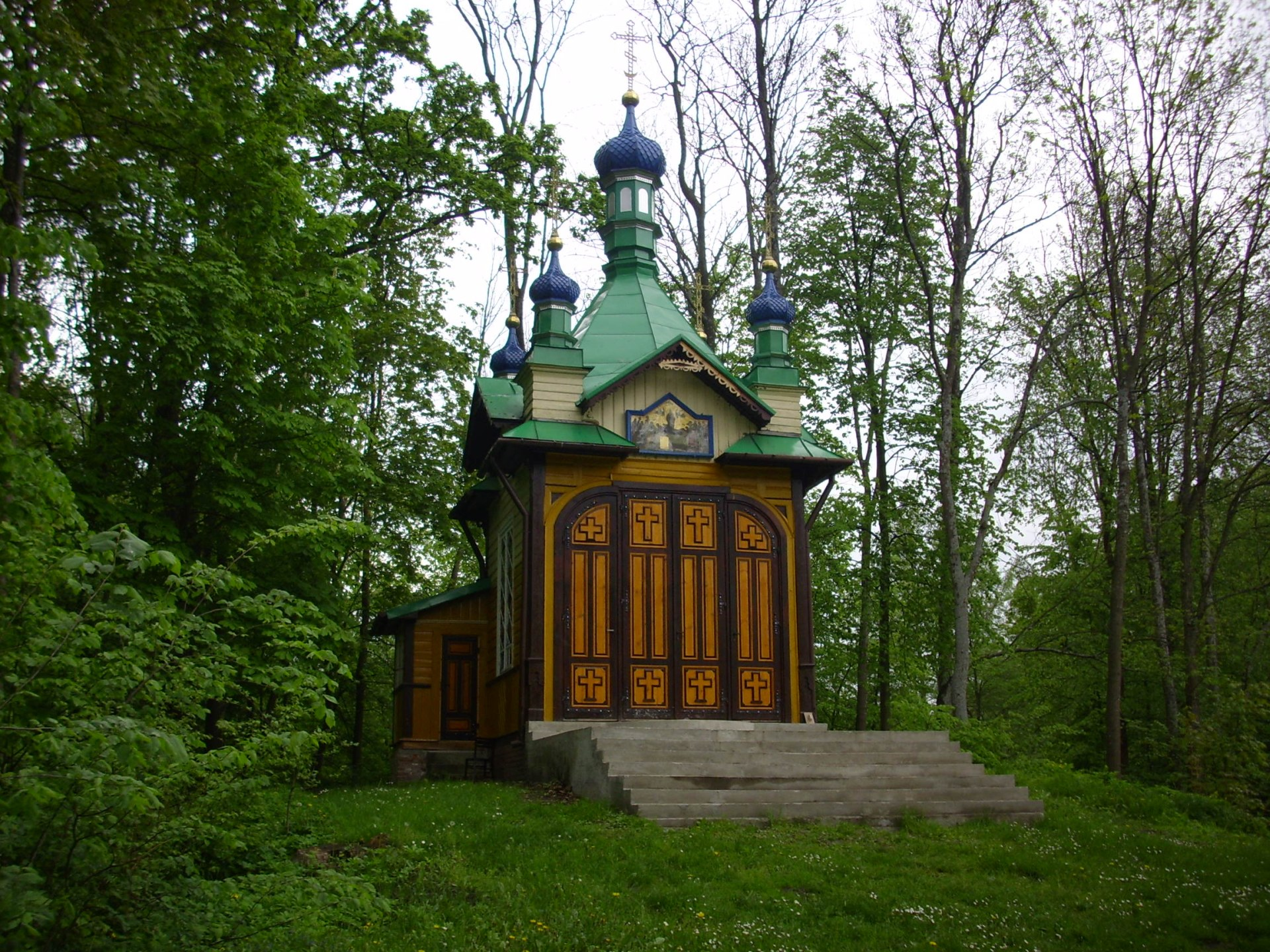
Kaplica Zaśnięcia Przenajświętszej Bogurodzicy, wzniesiona w 1908

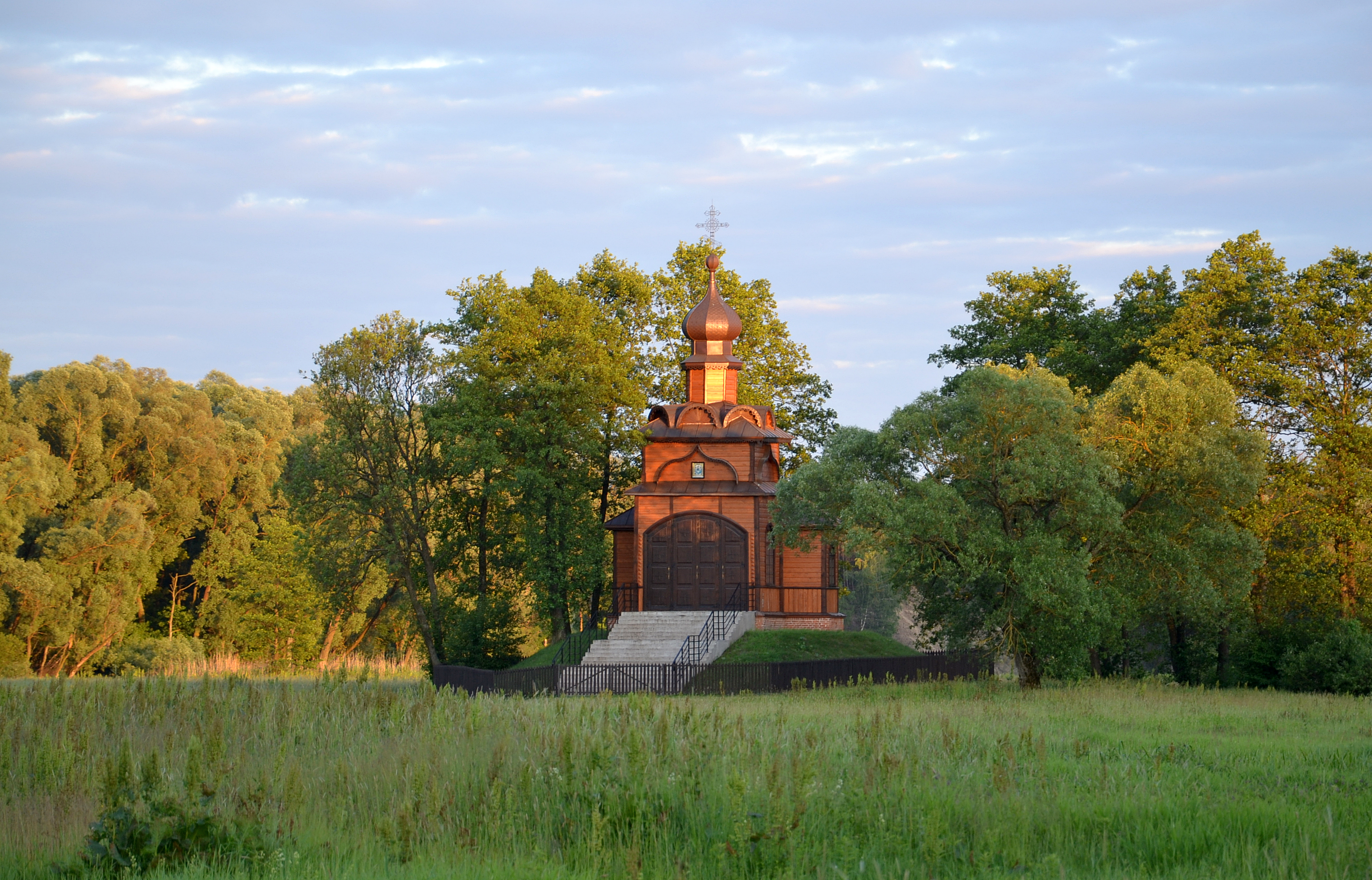
Kaplica Świętego Ducha, wzniesiona w 1908

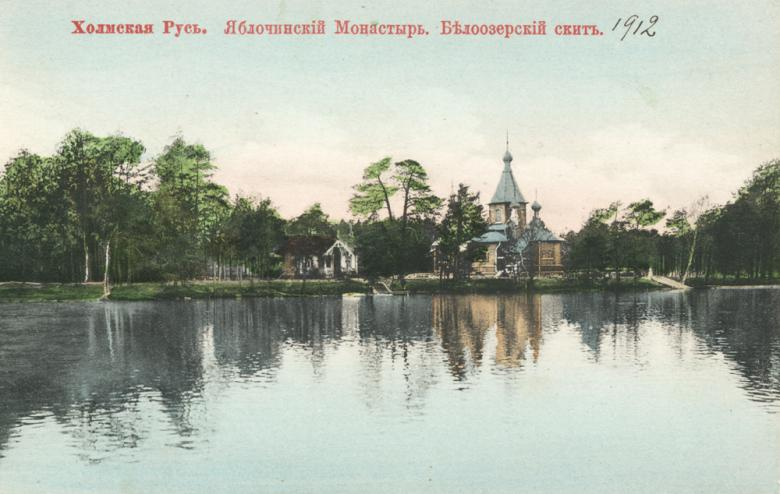
Skit Świętych Sergiusza i Hermana, filia monasteru w Jabłecznej (widok z 1909); cerkiew została w 1925 przeniesiona do Omelańca

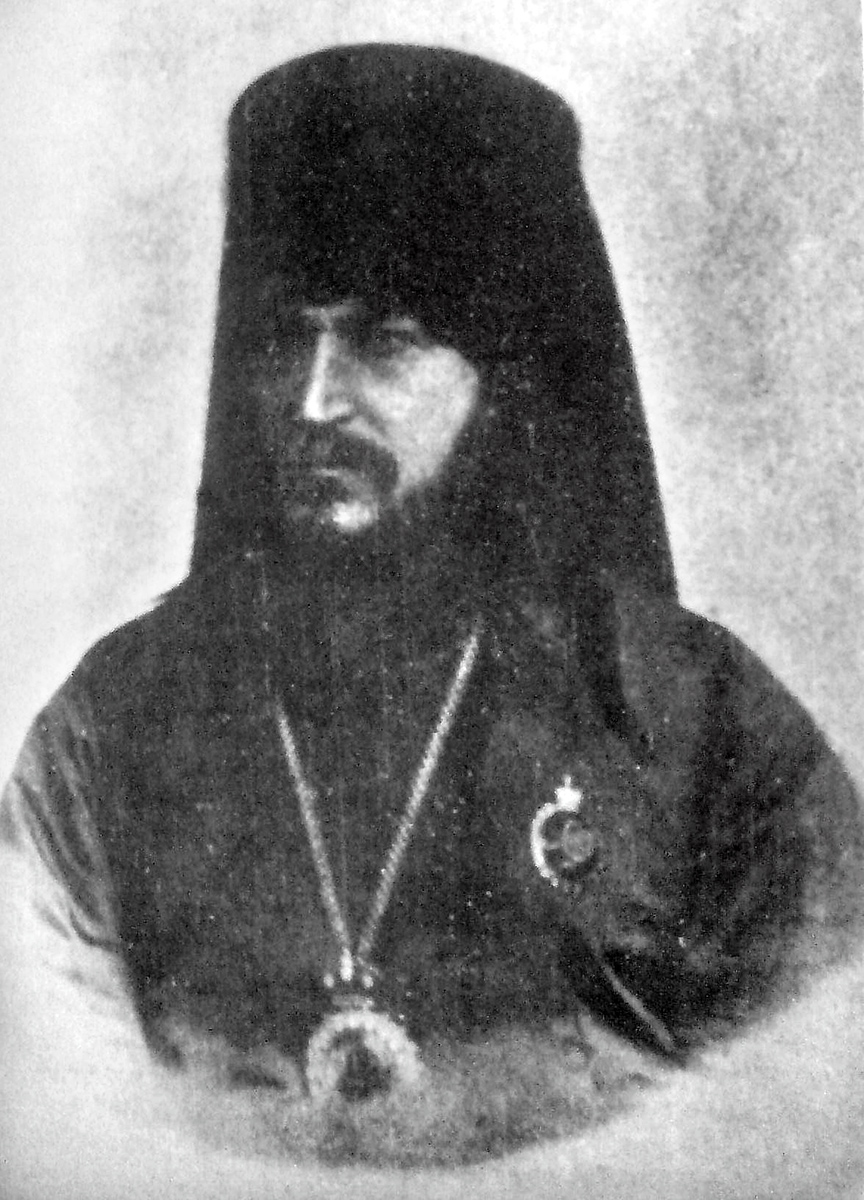
German (Iwanow), przełożony klasztoru w latach 1897–1900

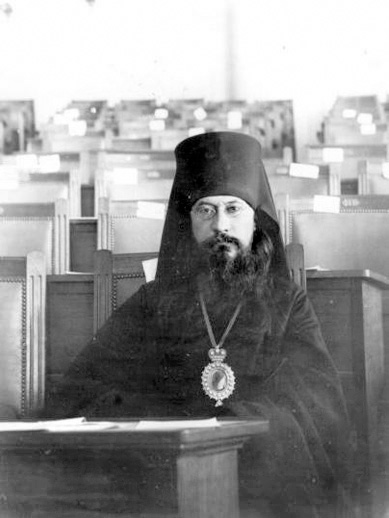
Biskup Eulogiusz (Gieorgijewski), jako biskup chełmski, a następnie lubelski, szczególnie opiekował się wspólnotą jabłeczyńską

W 1875 w monasterze przebywało 10 mnichów i 6 posłuszników. Liczba ta ulegała jedynie nieznacznym wahaniom do końca dekady.
Po administracyjnej likwidacji ostatniej diecezji Kościoła unickiego w Imperium Rosyjskim, dokonanej przez carską administrację i wojsko w 1875, cała aktywność monasteru została podporządkowania celowi utrwalania prawosławia na Chełmszczyźnie. Na wyraźne polecenie władz carskich mnisi podjęli na szerszą niż dotąd skalę pracę społeczną i misyjną wśród miejscowej ludności katolickiej i byłych unitów, rozbudowali z własnych środków działającą już wcześniej szkołę, przyjmując do niej w 1880 r. 50 osób. Po 1889 prowadzili również szkołę psalmistów dla nowo tworzonych w regionie parafii prawosławnych. W osobnej placówce kształceni byli kandydaci na nauczycieli w szkołach parafialnych. Wcześniej duchowni monasteru nie brali udziału w polityce rusyfikacji. Mnisi położyli znaczne zasługi w rozwoju oświaty ludności wiejskiej regionu. Dzięki staraniom archimandryty Narcyza w 1862 uzyskali podniesienie dotacji na cel prowadzenia szkoły, co pozwoliło im od 1881 przyjmować na naukę 62 dzieci.
W latach 1876–1880 dokonano dalszej rozbudowy i remontu monasteru, w którym pojawił się dwupiętrowy budynek mieszkalny dla zakonników. W latach 80. XIX wieku dokonano również zmiany biegu Bugu, w rezultacie której klasztor znalazł się na lewym brzegu rzeki. Dzięki nadaniom carskim posiadał majątek ziemski – 1207,51 dziesięcin, w tym ziemie uprawne, pastwiska i lasy.
W 1881 arcybiskup warszawski Leoncjusz zwrócił się do Świątobliwego Synodu Rządzącego z prośbą o zaliczenie monasteru w Jabłecznej w poczet klasztorów I klasy z uwagi na jego historyczne i współczesne znaczenie. W wymienionym roku wspólnotę jabłeczyńską tworzyło 9 mnichów i 23 posłuszników. W styczniu 1882 prośba ta została rozpatrzona pozytywnie. W 1886 w klasztorze żyło dziewięciu mnichów oraz „znaczna liczba” posłuszników. Przełożony, archimandryta Narcyz, cieszył się znacznym autorytetem duchowym wśród miejscowej ludności. Jednak już w 1896, w liście do Świątobliwego Synodu Rządzącego, biskup lubelski Flawian twierdził, iż monaster jako ośrodek misyjny (a tym samym – planowane centrum rusyfikacji) nie spełnia pokładanych w nim nadziei: wspólnota składała się z zaledwie dziewięciu mnichów, co nie pozwalało jej na wzmacnianie autorytetu klasztoru. Miejscowi wierni tłumnie przybywali do klasztoru na nabożeństwa jedynie w jego największe święta, zaś ubóstwo wspólnoty zniechęcało potencjalnych kandydatów na zakonników. Flawian konkludował, iż monaster nie ma żadnego wpływu na miejscową ludność, w tym byłych unitów, których miał utwierdzać w prawosławiu. W ocenie ks. Żeleźniakowicza tak znaczący upadek monasteru był efektem nieudolności jego przełożonego, archimandryty Joannicjusza, przybyłego do Jabłecznej w 1887 po śmierci archimandryty Narcyza, jak również braku wsparcia dla klasztoru ze strony eparchii chełmsko-warszawskiej. W 1896 szkoła prowadzona przez mnichów została przeniesiona z kompleksu budynków monasterskich do nowych obiektów we wsi Jabłeczna. Sytuacja klasztoru zaczęła poprawiać się po objęciu godności przełożonego przez archimandrytę Germana (Iwanowa) w 1897. Jego wysiłki na rzecz wzmocnienia roli klasztoru w życiu społecznym Chełmszczyzny ograniczał jednak fakt, iż mnisi z Jabłecznej byli ludźmi słabo wykształconymi, a ich liczba nie wzrastała. Archimandryta otworzył przy klasztorze dom sierot, jadłodajnię dla najuboższych i ambulatorium. Dobrze gospodarując dochodami klasztoru sprawił również, iż poprawiła się jego sytuacja materialna. Miało to swoje przełożenie na liczbę chętnych do wstąpienia doń – w 1899 w klasztorze przebywało 39 mnichów i posłuszników (dla porównania w 1889 w klasztorze przebywało 12 mnichów, w 1896 było ich dziewięciu). Nadal wstępujący do klasztoru byli jednak przede wszystkim ludźmi pochodzenia chłopskiego, o wykształceniu nie pozwalającym na udział w akcji misyjnej zgodnie z polityką władz carskich. Mimo tego prestiż monasteru znacznie wzrósł i stał się on ważnym ośrodkiem pielgrzymkowym. W 1900 z uznaniem o pracy archimandryty Hermana pisał arcybiskup chełmski i warszawski Hieronim (Ekziemplarski). German (Iwanow) zmarł po krótkiej chorobie w 1903; jego następca, archimandryta Arkadiusz (Wielmożyn), z racji podeszłego wieku nie kontynuował działalności społecznej poprzednika na dotychczasową skalę.
Od 1905 klasztor należał do nowo utworzonej eparchii chełmskiej. Wobec faktu, iż wydany w tym samym roku edykt tolerancyjny doprowadził do przejścia ok. 180–200 tys. byłych unitów z Kościoła prawosławnego do rzymskokatolickiego, monasterowi w Jabłecznej władze carskie wyznaczyły jeszcze większą niż do tej pory rolę w propagowaniu prawosławia oraz rosyjskości. Biskup chełmski Eulogiusz, szczególnie zaangażowany w propagowanie prawosławia na Chełmszczyźnie i działalność rusyfikacyjną, twierdził jednak, iż klasztor nie był w stanie realizować postawionych przed nim zadań. Podkreślał zwłaszcza, iż wśród mnichów nie ma żadnego duchownego z wykształceniem średnim. Z tego powodu w 1906 rozważane było zamknięcie klasztoru z powodu niespełniania stawianych przed nim zadań. Ostatecznie Świątobliwy Synod Rządzący uznał, że najstarsza działająca wspólnota monastyczna na Podlasiu powinna pozostać czynna, a po reorganizacji mogłaby odegrać wyznaczoną rolę ośrodka prawosławia i rosyjskości. Zdecydował zatem o wyznaczeniu nowego przełożonego klasztoru, archimandryty Józefa (Pietrowycha) oraz polecił mu dokonanie odnowy wewnętrznego życia monasteru. Po swoim przyjeździe do Jabłecznej archimandryta Józef zreorganizował szkołę przyklasztorną. Odnowił również podupadłe gospodarstwo monasterskie. W 1908 uczyło się w niej ok. 100 osób.
W nocy z 5 na 6 sierpnia 1906 monaster został napadnięty przez nieznanych uzbrojonych sprawców, nie poniósł jednak znacznych strat. W 1907 liczył 16 mnichów i 19 posłuszników.
W 1907, po oddelegowaniu archimandryty Józefa do służby w Nowogrodzie, wspólnota wybrała na jego następcę archimandrytę Serafina (Ostroumowa). Do tej pory przełożeni byli delegowani odgórnie przez Synod. W tym wypadku w styczniu roku następnego jedynie potwierdził on decyzję mnichów.
W 1913 wspólnotę tworzyło 80 mnichów i posłuszników, w 1914 – 68. Monaster św. Onufrego otworzył również swoje filie. W 1909 na wyspie na Jeziorze Białym powstał skit Świętych Sergiusza i Hermana Wałaamskich. Budowa skitu, w ramach którego powstała drewniana cerkiew i dom dla mnichów, pochłonęła koszt 50 tys. rubli. Od 1912 mnisi opiekowali się cerkwią św. Mikołaja w Dratowie. Rozbudowano także sam kompleks monasterski: na miejscu, gdzie według legendy odnaleziono ikonę św. Onufrego, powstała kaplica Spotkania Pańskiego (dziś nosi wezwanie Świętego Ducha), zaś naprzeciw bramy klasztornej – cerkiew Zaśnięcia Matki Bożej. W głównej cerkwi klasztornej umieszczono dwutonowy dzwon odlany w Moskwie. W latach 1906–1910 przeprowadzono kolejny remont budynków monasterskich. W jego ramach Iwan Wolski ozdobił freskami cerkiew św. Onufrego. Uroczyste poświęcenie odnowionej świątyni miało miejsce 16 grudnia 1907, w ceremonii wzięli udział biskupi Kioto Andronik oraz biskup dmitrowski Tryfon.
W 1911 oprócz istniejącej do tej pory szkoły monasterskiej mnisi otworzyli dwuklasową szkołę we wsi Otoki, w której naukę pobierało 62 dzieci oraz niższa szkołę jednoklasową w Jabłecznej przeznaczoną dla 60 osób. W tym samym roku powstała szkoła rzemiosła, w której uczyło się ok. 50 osób. Program placówki obejmował praktyczne kursy rolnicze, ogrodnicze i sadownicze, weterynaryjne, leśnicze, mleczarskie i pszczelarskie. Powstanie szkół łączyło się z propagowaniem prawosławia poprzez aktywność społeczną mnichów. W 1914, tj. w ostatnim roku działania monasteru w utrwalonym po 1875 kształcie, naukę we wszystkich prowadzonych przez nich szkołach pobierało 431 osób. Ponadto w 1912 r. 1760 osób skorzystało z bezpłatnych leków wydawanych w klasztornej aptece, zaś w 1913 wydano 4500 darmowych obiadów. Reguła życia klasztornego opierała się na regule św. Bazylego Wielkiego z elementami specyficznych tradycji zaczerpniętych z Pustelni Optyńskiej, monasteru w Sarowie oraz monasterów kijowskich. Okres ostatnich lat działania monasteru w Rosji carskiej ks. Żeleźniakowicz nazywa jego złotym wiekiem. Klasztor ponownie stał się ważnym ośrodkiem pielgrzymkowym.
22 grudnia 1914 w monasterze wybuchł pożar, który zniszczył doszczętnie budynek mieszczący aptekę i ambulatorium.

### Okres międzywojenny
1 sierpnia 1915 większość mnichów, poza hieromnichem Hiobem (Dyczko), udała się na bieżeństwo, zabierając ze sobą ikonę św. Onufrego. Zakonnicy dotarli do Moskwy i tam zamieszkali w monasterze Objawienia Pańskiego, gdzie przyjął ich bywający wielokrotnie w Jabłecznej biskup Tryfon (Turkiestanow). Po wkroczeniu wojsk niemieckich na Chełmszczyznę (dwa dni po wyjeździe mnichów) zabudowania klasztorne zostały przejęte na cele militarne, zaś hieromnich Hiob aresztowany.
Zakonnicy ponownie pojawili się w Jabłecznej w 1918 lub 1919. Jako pierwszy do klasztoru przybył hieromnich Mitrofan (Stelmaszuk), zaś 20 września 1919 wrócił do niego przełożony – archimandryta Sergiusz (Korolow). Monaster był zdewastowany i wymagał odbudowy. W pierwszych latach istnienia klasztoru w niepodległej Polsce jego działalność była jednak ograniczana przez miejscowe władze. We wrześniu 1919 zamknięto cerkiew św. Onufrego, zaś parafialną cerkiew w Jabłecznej, jako mienie pounickie, przekazano Kościołowi katolickiemu. Ponadto katolicka diecezja siedlecka oraz proboszcz parafii katolickiej w Sławatyczach podjęli działania na rzecz całkowitej likwidacji monasteru. Z jego inspiracji miejscowa ludność gromadziła się na wiecach, w czasie których żądano jego zamknięcia. Parafia w Sławatyczach bez stosownego wyroku przejęła również większość gruntów należących do monasteru. W 1922 władze polskie wydaliły z granic państwa przełożonego klasztoru, biskupa bielskiego Sergiusza (Korolowa), który jako mnich uczestniczył w umacnianiu prawosławia na Chełmszczyźnie, zaś po 1918 przeciwstawiał się autokefalizacji Kościoła prawosławnego w Polsce. W 1920, po interwencji przedstawicieli Kościoła prawosławnego w Ministerstwie Wyznań Religijnych i Oświecenia Publicznego, zakonnikom zwrócono cerkiew św. Onufrego. W czasie jej zamknięcia część jej wyposażenia została zrabowana i przeniesiona do kościoła w Jabłecznej. Mnisi odzyskali również cerkiew w Dratowie.
W 1924 ograniczono ponadto liczbę mnichów żyjących w klasztorze do czterech oraz oficjalnie skonfiskowano odebraną przez miejscowych katolików ziemię. Przez cały okres międzywojenny rozważana była likwidacja klasztoru oraz rozmieszczenie w jego zabudowaniach jednostki wojskowej. Wojewoda lubelski w 1921 apelował o zamknięcie klasztoru, oskarżając mnichów o działalność antypaństwową. W tym samym roku parafii katolickiej w Jabłecznej przyznano większość budynków monasteru, nakazując pozostawić w rękach prawosławnych jedynie 30 morgów ziemi i „pomieszczenia niezbędne”. Państwo zrezygnowało jednak z popierania dalszych roszczeń Kościoła katolickiego względem monasteru (wysuwanych jeszcze w 1929) po otrzymaniu od metropolity warszawskiego i całej Polski przekonujących dokumentów wskazujących, iż klasztor nigdy nie należał do katolików. Monaster nie uzyskał również zgody na prowadzenie parafii, z powodu opinii starosty bialskiego, przywołującego dawny udział duchownych prawosławnych w rusyfikacji Chełmszczyzny.

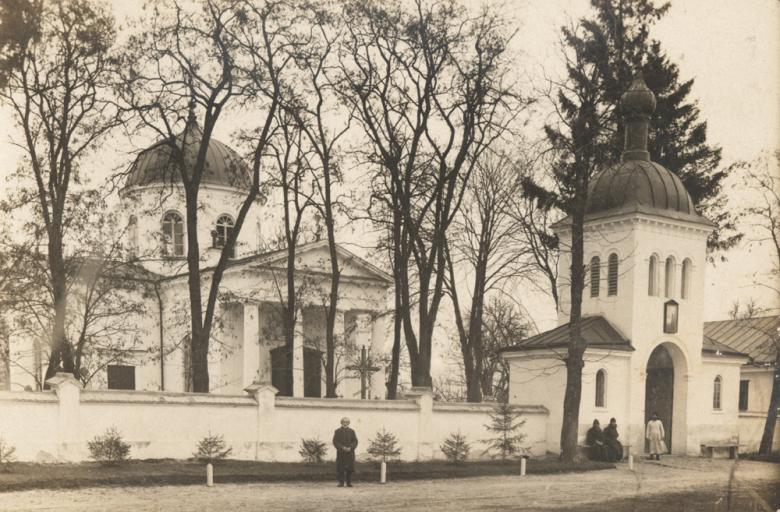
Brama wjazdowa i cerkiew św. Onufrego, widok z 1930

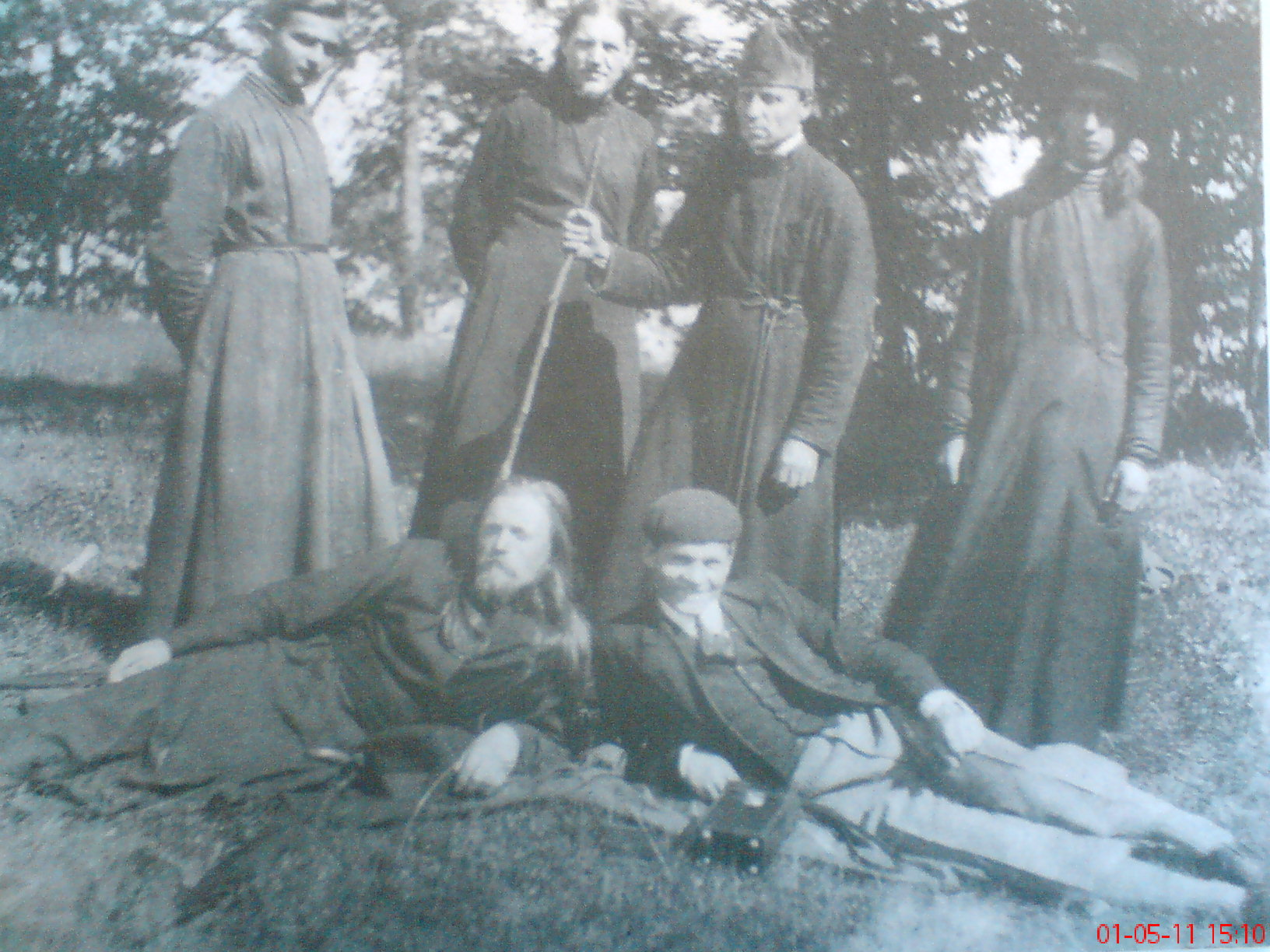
Grupa mnichów i świeckich pracowników klasztoru w Jabłecznej, lata 30. XX wieku

W latach 1924–1927 w Jabłecznej przy klasztorze działał przytułek dla prawosławnych dzieci, przeniesiony z Otwocka. Przez cały okres jego istnienia mnisi pozostawali w konflikcie z jego kierownikiem, Aleksym Tarasowem, który utrudniał zakonnikom korzystanie z pomieszczeń i inwentarza klasztoru. W 1927, pragnąc przeprowadzić remont monasteru, metropolita warszawski i całej Polski Dionizy (Waledyński) prosił MWRiOP o zapomogę w wysokości 5 tys. zł, której jednak nie otrzymał wobec negatywnej opinii wojewody lubelskiego przedstawionej na prośbę ministerstwa. Remont został ostatecznie przeprowadzony bez pomocy państwowej w latach 30. XX w. i objął część zabudowań klasztornych.
W 1929 mnisi z Jabłecznej prowadzili w monasterze dom dla emerytowanych duchownych prawosławnych. Od 1934 organizowali również dwuletnie kursy dla psalmistów, od 1936 – dla diakonów, zaś na krótko przed wybuchem II wojny światowej otworzyli studium nauczycieli religii. W latach 30. XX wieku przełożeni monasteru planowali uczynić działalność edukacyjną i dobroczynną głównym polem jego społecznej aktywności.
W 1929 klasztor zamieszkiwało dziewięciu mnichów. W 1935 liczba ta wzrosła do piętnastu. Byli oni w większości Ukraińcami lub Białorusinami. Przez cały okres dwudziestolecia międzywojennego monaster miał poważne problemy finansowe. Dochody z dzierżawy ziem miejscowym chłopom, prowadzenia gospodarstwa rolnego, datków wiernych, sprzedaży świec oraz ze sklepu klasztornego były na tyle niskie, iż w latach 20. XX wieku klasztor był zadłużony, zaś w latach 30. uzyskiwał korzystny bilans finansowy dzięki pomocy centralnych organów zarządzających PAKP. Dla poprawy swojej sytuacji mnisi byli zmuszeni w 1925 sprzedać skit Świętych Sergiusza i Hermana na Jeziorze Białym, który nabyła parafia prawosławna w Omielcu.
W końcu lat 30. kompleks klasztorny składał się z czterech cerkwi (dwie kaplice, cerkiew św. Onufrego, domowa kaplica św. Jana Teologa), domu przełożonego, murowanego budynku mieszkalnego, domu pielgrzyma, spichlerza, chlewu, trzech obór, domu w sadzie oraz zdewastowanego budynku mieszkalnego, którego remont nie został przeprowadzony z braku funduszy. W bibliotece monasterskiej znajdowało się 1319 tomów, z czego tysiąc o tematyce religijnej i 319 świeckich.

### II wojna światowa i pierwsze lata powojenne

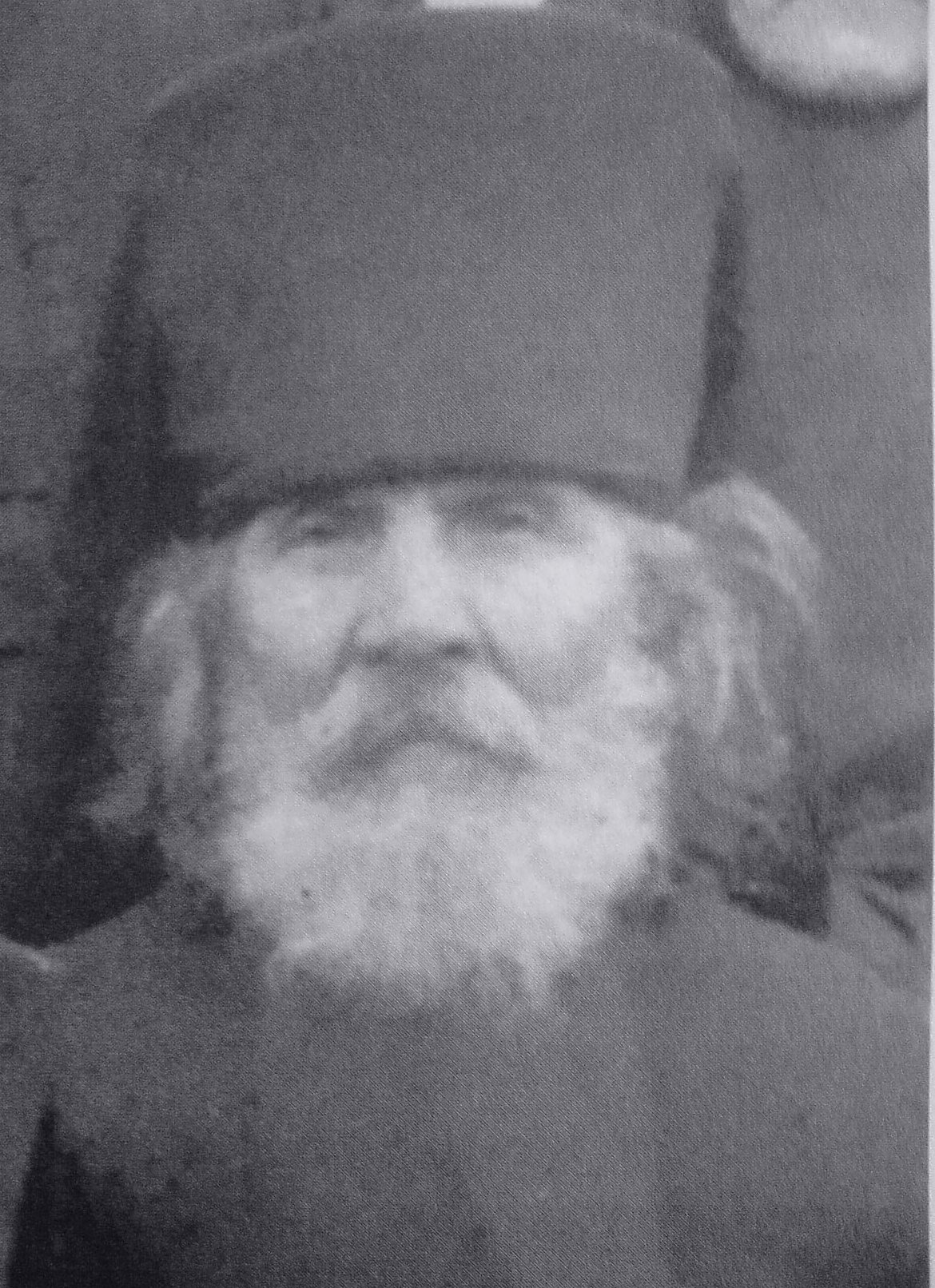
Mnich Ignacy (Bazyluk), ofiara napaści niemieckiej na monaster w czerwcu 1942. W 2003 kanonizowany jako jeden z męczenników chełmskich i podlaskich. Jego relikwie są przechowywane w monasterze

Po agresji hitlerowskiej na Polskę w 1939 monaster w Jabłecznej znalazł się w granicach Generalnego Gubernatorstwa. Rzeka Bug stanowiła do 1941 granicę między GG a Związkiem Radzieckim, stąd na terenie klasztoru znalazła się niemiecka strażnica wojskowa. W nocy z 9 na 10 sierpnia 1942 Niemcy podpalili główne budynki klasztoru, zniszczyli wyposażenie cerkwi, bibliotekę i archiwum oraz zamordowali mnicha Ignacego (Bazyluka). Po tym wydarzeniu większość mnichów, oprócz najstarszych, została przez władze cerkiewne skierowana do pracy duszpasterskiej w czynnych jeszcze parafiach w regionie. W 1945 klasztor został z kolei napadnięty przez oddział polskiego podziemia.
Wskutek wysiedleń ludności ukraińskiej do ZSRR, a następnie akcji „Wisła” liczba Ukraińców wyznania prawosławnego zamieszkujących Chełmszczyznę spadła niemal do zera. W związku z tym zlikwidowano również większość parafii PAKP w regionie. Zarządzający strukturami prawosławnymi w województwie lubelskim biskup Tymoteusz (Szretter), który zgodził się z tą decyzją PKWN, prosił o niezamykanie klasztoru w Jabłecznej. Do tego momentu pięciu zakonników zdążyło wrócić do klasztoru. 10 sierpnia 1946 przybył do niego z Warszawy także ks. Włodzimierz Wieżański, apelując do miejscowej ludności o pomoc w odbudowie i utrzymaniu klasztoru. Ostatecznie prośba biskupa Tymoteusza została zrealizowana, chociaż rozważano także scenariusz odwrotny. Monaster stracił jednak w 1950 całe posiadane jeszcze ziemie (na rzecz PGR Koroszczyn) oraz inwentarz, tracąc tym samym ekonomiczne podstawy funkcjonowania. W 1951 posiadał jedynie sad i ogród; zachowany fragment gruntów ornych był na tyle nieznaczny, iż w wyżywieniu mnichów musiał pomagać PGR, który przejął większość jego ziem. Do lat 70. w monasterze przebywało trzech mnichów, na nabożeństwa do cerkwi parafialnej uczęszczało kilkanaście osób. Do końca lat 50., po objęciu obowiązków przełożonego monasteru przez archimandrytę Eulogiusza (Horbowca), zakończono prowizoryczny remont zabudowań po zniszczeniach wojennych. W 1953 klasztorowi zwrócono ikony św. Onufrego i Jabłeczyńską Ikonę Matki Bożej wywiezione w 1915. Rozwój wspólnoty, czy nawet jej odbudowa w kształcie przedwojennym był niemożliwy z powodu faktu, iż do klasztoru nie zgłaszali się nowi kandydaci, zaś inni mnisi byli w podeszłym wieku. Ponadto w 1955 p.o. przełożonego ihumen (następnie archimandryta) Eulogiusz skarżył się na niski poziom moralny mnichów, w tym przypadki alkoholizmu. Zarzuty te potwierdziła powołana do celu kontroli klasztoru komisja metropolitalna. W 1957 niedostateczna liczba mnichów żyjących w klasztorze nie pozwalała nawet na odprawianie pełnego dobowego cyklu nabożeństw.
W 1962 klasztor zamieszkiwało trzech mnichów i trzech posłuszników. Łączny dochód monasteru wyniósł 59 197 zł, wydatki – 57 tys.. Monaster, mimo wszystkich problemów, zachowywał prestiż wśród wiernych prawosławnych w Polsce.

### 1970–1989

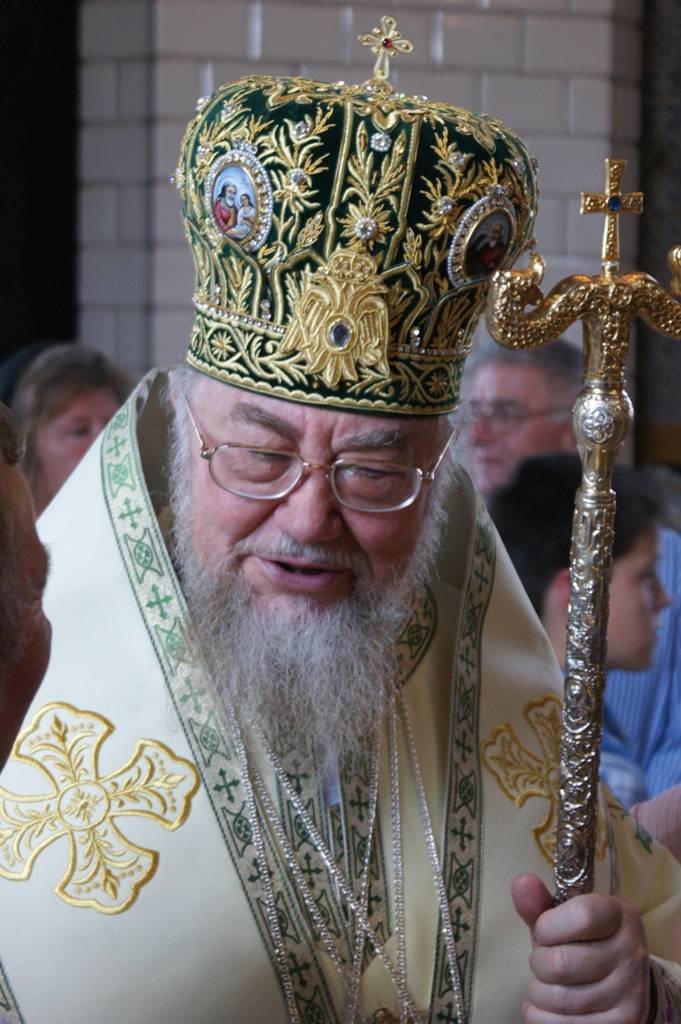
Sawa (Hrycuniak), późniejszy metropolita warszawski i całej Polski, w znaczny sposób przyczynił się do odrodzenia życia mniszego w Jabłecznej

8 lutego 1970 przełożonym klasztoru został archimandryta Sawa (Hrycuniak), który zakończył w monasterze prace remontowe, a następnie doprowadził do przeniesienia doń wyższych klas Prawosławnego Seminarium Duchownego w Warszawie, które działały w monasterze w latach 1974–1992. Okres zarządzania monasterem przez archimandrytę Sawę był czasem faktycznego odrodzenia wspólnoty. W latach 80. kompleks klasztorny został rozbudowany o dodatkowe skrzydło. W tym okresie ponownie klasztor stał się ośrodkiem pielgrzymkowym.
W latach 1984–1987 w monasterze przebywał jeden mnich.
W 1989 utworzona została prawosławna diecezja lubelsko-chełmska. Siedzibą jej zwierzchnika przez dwa lata był klasztor w Jabłecznej.

### Współczesność
W nocy z 21 na 22 września 1990 z klasztoru zrabowano ikonę św. Onufrego i Jabłeczyńską Ikonę Matki Bożej, monaster odzyskał je w sierpniu 1994 po zapłaceniu 10 tys. dolarów okupu. Wizerunki ponownie umieszczono w cerkwi monasterskiej w dniach 4 i 5 września 1994, zaś na pamiątkę tego wydarzenia ustanowione zostało lokalne święto odzyskania ikon św. Onufrego i Bogurodzicy, obchodzone w pierwszą niedzielę września. W tym samym roku w monasterze powstało muzeum diecezjalne. Zakonnicy prowadzą gospodarstwo rolne, pasiekę i produkują świece cerkiewne.
W 1995 w klasztorze przebywało 15 mnichów. Cztery lata później uzyskał on status stauropigialnego i znalazł się pod bezpośrednim zarządem metropolitów warszawskich i całej Polski.
W 2016 przeprowadzono gruntowny remont domowej cerkwi św. Jana Teologa. Po zakończeniu prac, świątynia została 18 września 2016 konsekrowana przez metropolitę Sawę.
W 2022 r. w monasterze żyło sześciu mnichów.
Cele działania wspólnoty są formułowane następująco:

modlitwa i praca, medytacja oraz podtrzymywanie i umacnianie wiary prawosławnej na terenach Podlasia

## Przełożeni monasteru

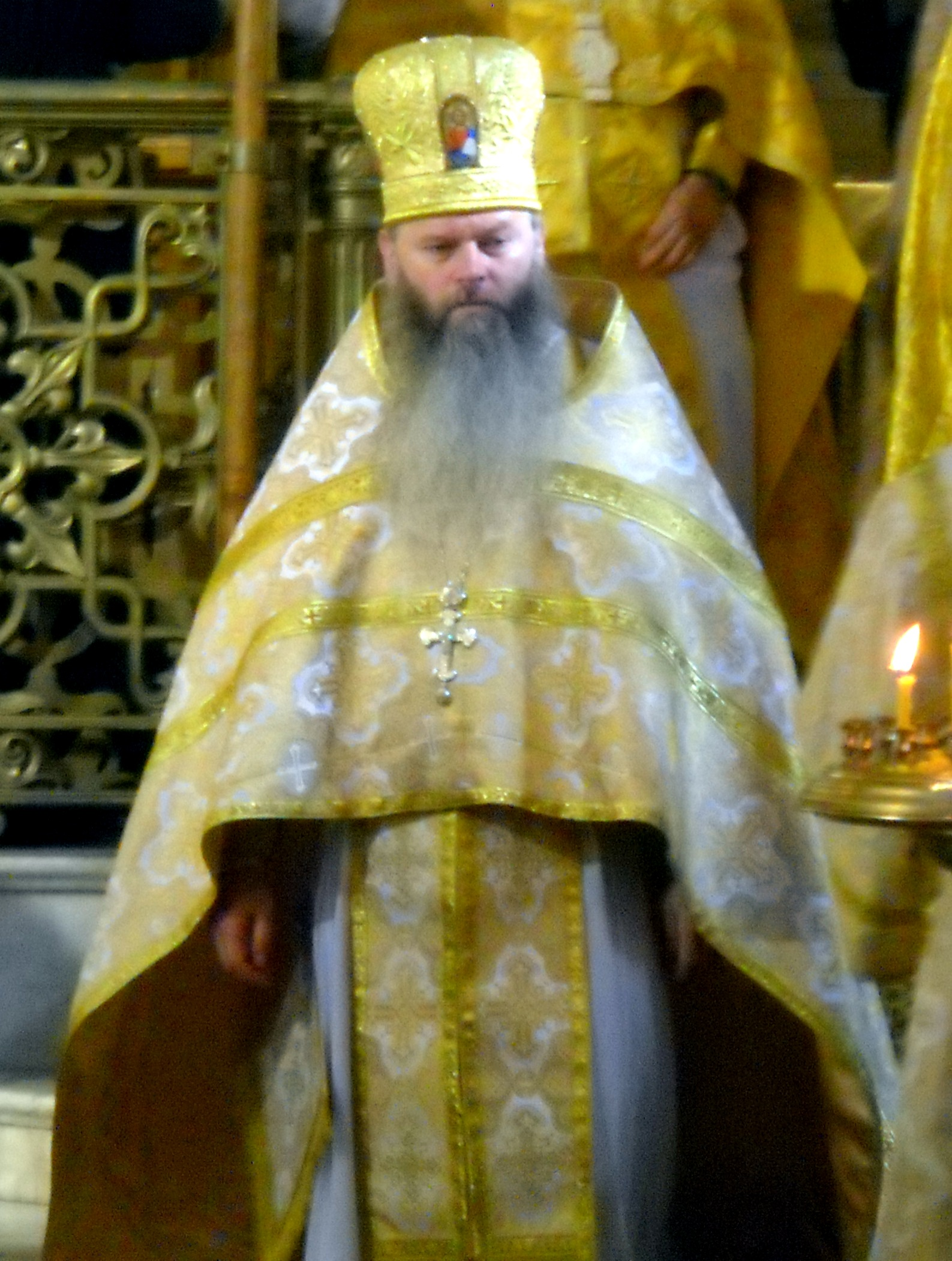
Atanazy (Nos), przełożony monasteru w latach 2007–2017, obecnie biskup łódzki i poznański

Z powodu niezachowania się całości archiwum monasterskiego nie są znane wszystkie personalia przełożonych monasteru w Jabłecznej. Pierwszym znanym z nazwiska przełożonym wspólnoty był Cyryl (Mancewicz), sprawujący urząd w 1527. Kolejny zwierzchnik klasztoru, ihumen Kasjan, wzmiankowany jest w 1591. Dokładne daty sprawowania funkcji znane są dla duchownych kierujących klasztorem po 1747.
Przełożeni monasteru w Jabłecznej przed 1832 nosili z reguły godność ihumenów (poza kierującym wspólnotą przez kilka miesięcy 1770 mnichem Janem, przybyłym czasowo z Kijowa). Od wymienionego roku, gdy przełożonym został Joannicjusz (Mosakowski), do II wojny światowej, z reguły otrzymywali oni godność archimandryty. Po II wojnie światowej, z powodu trudności materialnych i personalnych klasztoru, do 1955 był on zarządzany przez pełniących obowiązki przełożonego, z czego jeden, ks. Mikołaj Smolski, był kapłanem-wdowcem bez ślubów mniszych.
Od momentu nadania monasterowi statusu stauropigialnego jego tytularnym zwierzchnikiem jest każdorazowo metropolita warszawski i całej Polski, który wyznacza namiestnika kierującego de facto wspólnotą. Od 15 października 2019 funkcję tę pełni hieromnich, później ihumen, następnie archimandryta Piotr (Dawidziuk).

## Architektura

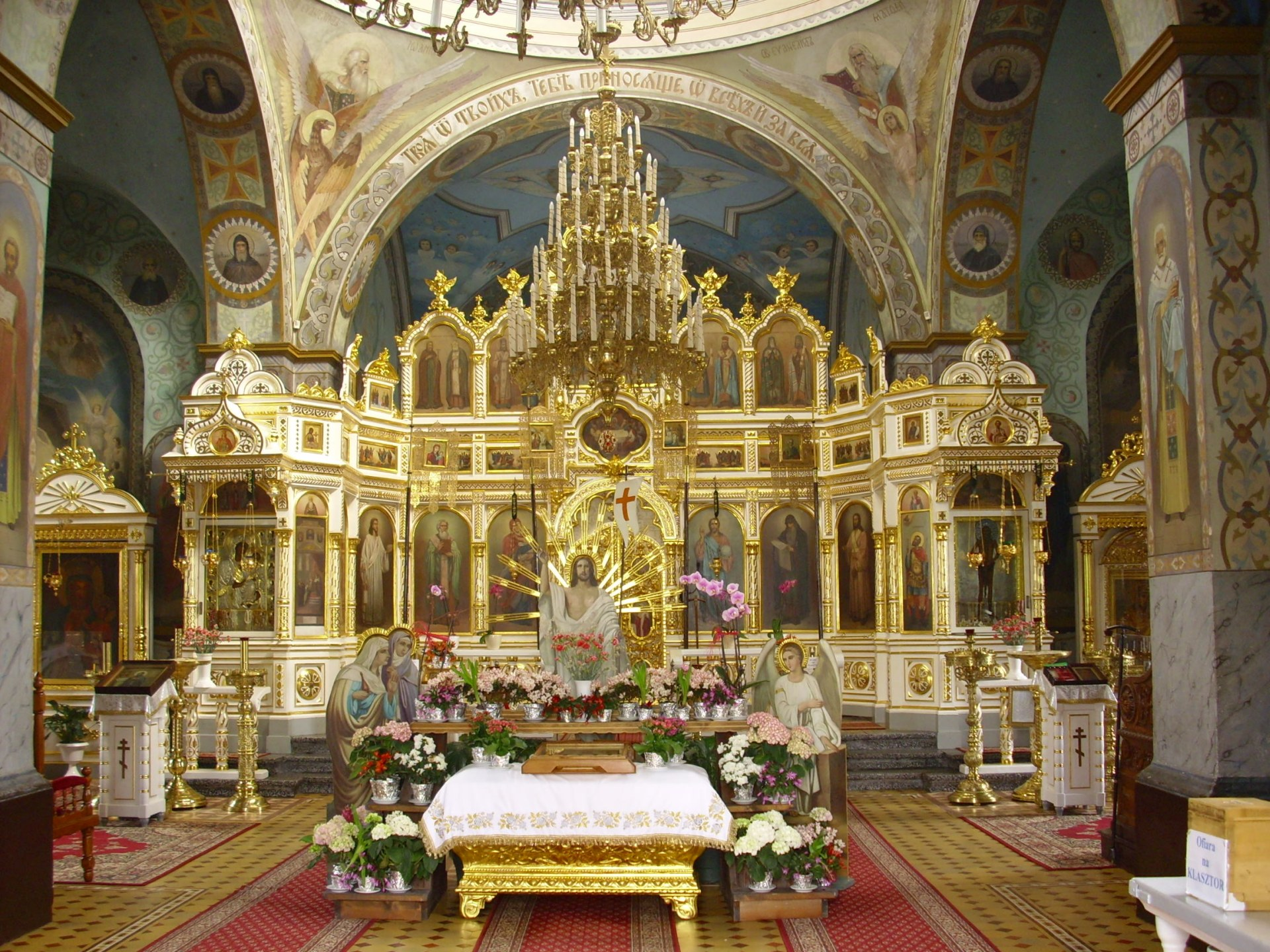
Wnętrze cerkwi św. Onufrego w kompleksie klasztornym. Ostatnia ikona w dolnym rzędzie po prawej stronie to uważany za cudowny wizerunek św. Onufrego, ostatnia z lewej – Jabłeczyńska Ikona Matki Bożej

Główna cerkiew monasterska nosi wezwanie św. Onufrego. Została ona zbudowana w latach 1838–1840 na planie krzyża greckiego. Budowla ta jest trójdzielna, z przedsionkiem, nawą i pomieszczeniem ołtarzowym, z jedną kopułą podtrzymywaną przez cztery filary. Wnętrze obiektu zdobi zespół fresków, znajduje się w nim również trzyrzędowy ikonostas autorstwa Wasilija Łojki i Feliksa Skulimowskiego. Przy wejściu do cerkwi od lewego skrzydła znajduje się grób jednego z przełożonych klasztoru, archimandryty Narcyza (Silwiestrowa).
W sąsiedztwie cerkwi znajduje się dzwonnica.
W okresie zimowym rolę głównej świątyni monasterskiej przejmuje domowa cerkiew św. Jana Teologa, znajdująca się w jednym z murowanych budynków klasztornych. Znajduje się w niej jednorzędowy ikonostas z początku XX wieku. Wnętrze tej cerkwi zdobi polichromia, wykonana w 2016 przez Natalię Oniśko z Białegostoku. Z kolei w odremontowanym budynku refektarza zlokalizowana jest kaplica św. Atanazego Brzeskiego.
Poza obrębem muru klasztornego znajdują się dwie drewniane kaplice z początku XX wieku: Zaśnięcia Przenajświętszej Bogurodzicy oraz Świętego Ducha. Pierwsza z tych budowli wzniesiona została na planie prostokąta, druga – na planie krzyża; obydwie są kryte blachą i zwieńczone cebulastymi kopułkami (pierwsza posiada ich pięć, druga jedną). Pod dachem kaplic znajduje się jedynie pomieszczenie ołtarzowe – w czasie odprawiania nabożeństw wierni gromadzą się naprzeciw obiektów, na wolnym powietrzu. W kaplicy Zaśnięcia Matki Bożej znajduje się jednorzędowy ikonostas wykonany w Moskwie, pozostałą część wyposażenia cerkwi stanowi 12 ikon.
Zespół klasztorny w Jabłecznej został wpisany do rejestru zabytków 12 marca 1966 (ponownie 18 sierpnia 1972 i 19 kwietnia 1985) pod nr A/14. 2 lutego 2023 został zaliczony w poczet pomników historii.

## Ikony

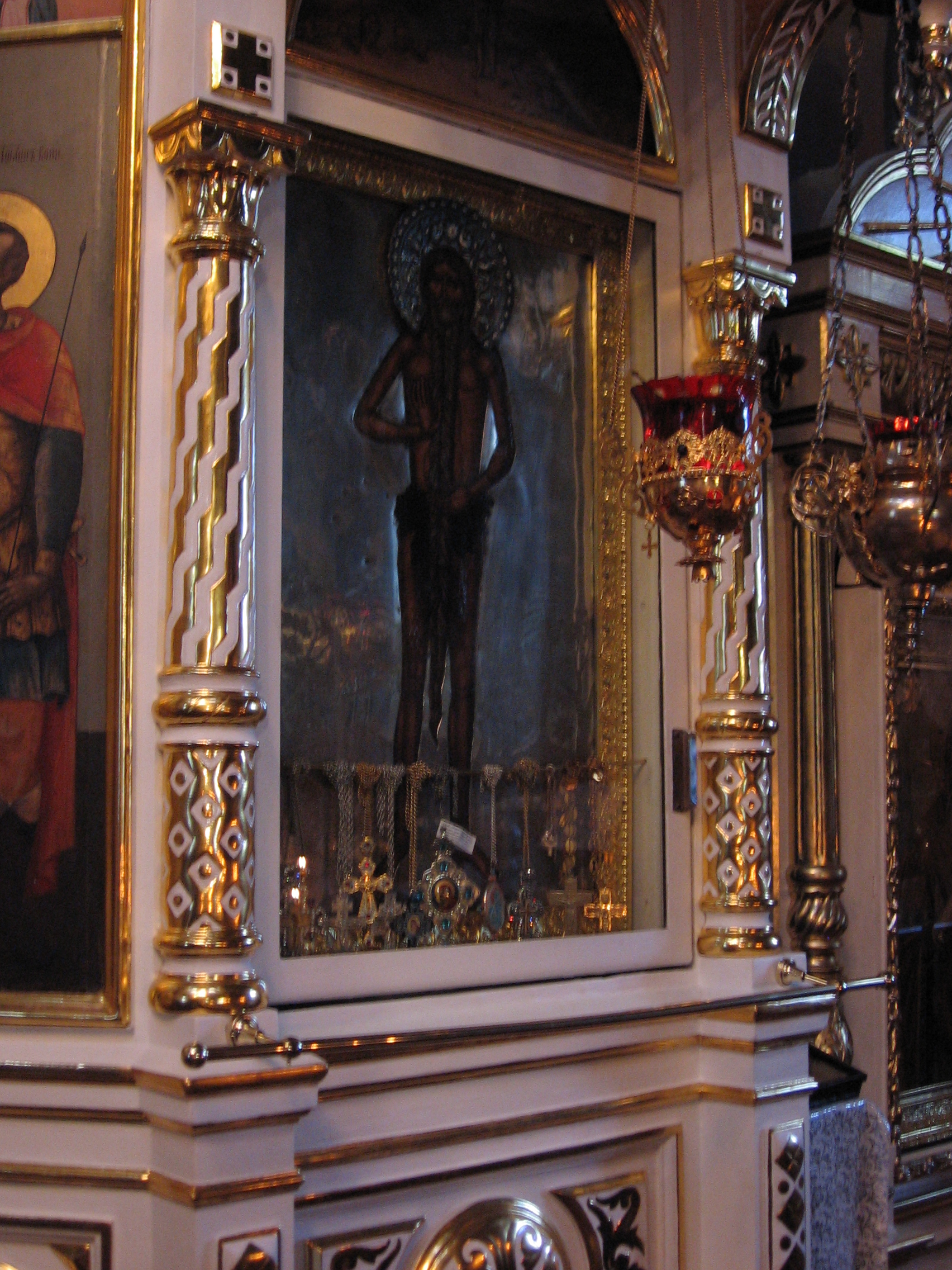
Ikona św. Onufrego

Szczególnym kultem wśród wiernych prawosławnych w Polsce cieszą się, przechowywane w ikonostasie głównej cerkwi, Jabłeczyńska Ikona Matki Bożej oraz ikona św. Onufrego Wielkiego. Wizerunek patrona monasteru powstał, według historyków sztuki, między XII a XIII stuleciem, został napisany na desce cyprysowej na kredowym podkładzie. Św. Onufry ukazany został w pozycji stojącej, ubrany jedynie w przepaskę na biodrach, z sięgającą poniżej kolan siwą brodą. W tle widoczny jest zarys nadbużańskiego krajobrazu. Jest to wizerunek o wymiarach 112 na 75 cm.
Jabłeczyńska Ikona Matki Bożej datowana jest również na XII–XIII w. Przedstawia Maryję z Dzieciątkiem Jezus trzymanym na lewej dłoni, z prawą w geście wskazującym na nie. Obok niej widoczne są postacie archaniołów Gabriela i Michała. Ramę ikony tworzą postacie proroków starotestamentowych przepowiadających nadejście Zbawiciela. Dlatego wizerunek ten znany jest również pod nazwą „Wypełnienie Przepowiedni Proroczych”.
W latach 1990–2010 w monasterze była przechowywana kopia Turkowickiej Ikony Matki Bożej, uważana za cudowną. W 2010 została ona przekazana do żeńskiego monasteru w Turkowicach.